# Ван Ахмад Файсал Ван Ахмад Камал
Ван Ахмад Файсал Ван Ахмад Камал (малайск. Wan Ahmad Fayhsal Wan Ahmad Kamal) — государственный и политический деятель Малайзии, лидер Малайзийской молодежи.

## Биография
Родился и вырос в Таман Мелавати, Куала-Лумпур, где получил начальное образование, далее продолжил обучение в школе-интернат Sekolah Menengah Sains Selangor в Черасе. Ван Файсал получил степень бакалавра в области химического машиностроения в Технологическом университете Петронас (UTP). Прошел курсы религиоведения, истории и философии в ISTAC, (IIUM). Закончил Лондонскую школу экономики «Бизнес, международные отношения и политическая экономия», и получил степень магистра геополитики в Королевском колледже Лондона.

## Государственная деятельность
Избран Сенатором парламента Малайзии с 2020 года. С августа 2021 года занимает пост заместителя министра национального единства в администрации Барисан Насионал (BN) при премьер-министре Исмаиле Сабри Якубе. Ранее занимал пост заместителя министра по делам молодежи и спорта при бывшем премьер-министре Мухиддине Ясине и министре Резале Мерикан Наин Мерикан.

## Семья
Женат с 2012 года на Др. Сити Нухара Ридван. Имеет двух детей.